# Smicridea bidentata
Smicridea bidentata är en nattsländeart som beskrevs av Martynov 1912. Smicridea bidentata ingår i släktet Smicridea och familjen ryssjenattsländor. Inga underarter finns listade i Catalogue of Life.